# Seznam občin departmaja Val-de-Marne
Seznam občin departmaja Val-de-Marne zajema 47 občin.

(CAS) Communauté d'agglomération Haut Val de Marne, ustanovljena leta 2001.

(CAN) Communauté d'agglomération Nogent-Le Perreux, ustanovljena leta 2000.

(CAC) Communauté d'agglomération Plaine Centrale du Val de Marne, ustanovljena leta 2001.

(CAV) Communauté d'agglomération Val de Bièvre, ustanovljena leta 2000.

| INSEE | Poštna številka | Občina                       |
| ----- | --------------- | ---------------------------- |
| 94001 | 94480           | Ablon-sur-Seine              |
| 94002 | 94140           | Alfortville (CAC)            |
| 94003 | 94110           | Arcueil (CAV)                |
| 94004 | 94470           | Boissy-Saint-Léger (CAS)     |
| 94011 | 94380           | Bonneuil-sur-Marne           |
| 94015 | 94360           | Bry-sur-Marne                |
| 94016 | 94230           | Cachan (CAV)                 |
| 94017 | 94500           | Champigny-sur-Marne          |
| 94018 | 94220           | Charenton-le-Pont            |
| 94019 | 94430           | Chennevières-sur-Marne (CAS) |
| 94021 | 94550           | Chevilly-Larue               |
| 94022 | 94600           | Choisy-le-Roi                |
| 94028 | 94000           | Créteil (CAC)                |
| 94033 | 94120           | Fontenay-sous-Bois           |
| 94034 | 94260           | Fresnes (CAV)                |
| 94037 | 94250           | Gentilly (CAV)               |
| 94038 | 94240           | L'Haÿ-les-Roses (CAV)        |
| 94041 | 94200           | Ivry-sur-Seine               |
| 94042 | 94340           | Joinville-le-Pont            |
| 94043 | 94270           | Le Kremlin-Bicêtre (CAV)     |
| 94044 | 94450           | Limeil-Brévannes (CAC)       |
| 94046 | 94700           | Maisons-Alfort               |
| 94047 | 94520           | Mandres-les-Roses            |
| 94048 | 94440           | Marolles-en-Brie             |

| INSEE | Poštna številka | Občina                     |
| ----- | --------------- | -------------------------- |
| 94052 | 94130           | Nogent-sur-Marne (CAN)     |
| 94053 | 94880           | Noiseau (CAS)              |
| 94054 | 94310           | Orly                       |
| 94055 | 94490           | Ormesson-sur-Marne (CAS)   |
| 94056 | 94520           | Périgny                    |
| 94058 | 94170           | Le Perreux-sur-Marne (CAN) |
| 94059 | 94420           | Le Plessis-Trévise (CAS)   |
| 94060 | 94510           | La Queue-en-Brie (CAS)     |
| 94065 | 94150           | Rungis                     |
| 94067 | 94160           | Saint-Mandé                |
| 94068 | 94100           | Saint-Maur-des-Fossés      |
| 94069 | 94410           | Saint-Maurice              |
| 94070 | 94440           | Santeny                    |
| 94071 | 94370           | Sucy-en-Brie (CAS)         |
| 94073 | 94320           | Thiais                     |
| 94074 | 94460           | Valenton                   |
| 94075 | 94440           | Villecresnes               |
| 94076 | 94800           | Villejuif (CAV)            |
| 94077 | 94290           | Villeneuve-le-Roi          |
| 94078 | 94190           | Villeneuve-Saint-Georges   |
| 94079 | 94350           | Villiers-sur-Marne         |
| 94080 | 94300           | Vincennes                  |
| 94081 | 94400           | Vitry-sur-Seine            |